# ヴィニ・ポンシア
ヴィニ・ポンシア（Vini Poncia、1942年4月29日 - ）は、アメリカの音楽プロデューサー、ソングライター、ミュージシャン。

## 略歴
1960年代初頭、幼馴染のピーター・アンダースと共に作詞作曲チーム「アンダース&ポンシア」を結成。彼等はザ・ロネッツ、ボビー・ブルーム、ダーレン・ラヴらに楽曲を提供した。1965年には、トレイドウィンズ（The Trade Winds）のメンバーとしてリリースした「New York Is A Lonely Town」がBillboard Hot 100の32位まで上がるヒットとなった。1969年、彼等のオリジナル曲をまとめた『The Anders & Poncia Album』をリチャード・ペリーのプロデュースにより発表した。
プロデューサーとしては、メリサ・マンチェスターの一連の作品のほか、リンゴ・スター、スキャンダル、ピーター・クリス、キッス、リンダ・カーターなどを手がけた。

## ディスコグラフィ

### リーダー・アルバム
- The Anders & Poncia Album (1995年、Warner Bros.) ※with ピーター・アンダース

### コンピレーション・アルバム
- 『ポップ・ワークス』 - Anders 'N' Poncia Pop Works (1994年、Victor) ※with ピーター・アンダース
- Masterworks 1961-1967 (1995年、Brill Tone) ※with ピーター・アンダース